# 三雲咲空
三雲 咲空（みくも さくら、2012年5月16日 - ）は、日本の女性子役、タレント。
ジョビィキッズ所属。

## 人物
- ジョビィキッズには3歳から在籍し、2024年現在、芸歴は9年である。
- NHK Eテレ「えいごであそぼ with Orton」には、2018年4月から2021年3月まで3年間出演した。

## 主な出演

### テレビ
- えいごであそぼ with Orton（2018年度 - 2020年度、NHK Eテレ） - レギュラー
- 歌う!人生ゲキジョー 大家族編（TBS）
- 痛快TVスカッとジャパン「動かないボンボン園長」（2018年03月26日、フジテレビ） - 柿沢鈴香 役

### ドラマ
- 地味にスゴイ! 校閲ガール・河野悦子 第4話（2016年10月26日、日本テレビ） - 杉本ユリカ 役
- 母になる（2017年、日本テレビ）
- あなたには帰る家がある 第10話（2018年6月15日、TBS） - 地方の女の子役

### CM
- モスバーガー「モスワイワイセット/家族でワイワイ」編

### その他
- 朝日新聞出版 AERA With Kids特別保存版/あの人の子育て法がすごい!
- 文部科学省検定教科書 小学校国語